# Ребаміпід
Ребаміпід — синтетичний препарат, що є похідним хінолонів, та застосовується перорально. Ребаміпід уперше синтезований в Японії в лабораторії компанії «Otsuka Pharmaceutical», яка виробляє його під торговою маркою «Мукоста». Ребаміпід випускається та дозволений до використання також у Китаї, Південній Кореї, В'єтнамі, Філіппінах, Індії та ряді інших азійських країн, а також у пострадянських країнах (Росія, Україна, Казахстан), проте не зареєстрований у США та у багатьох країнах Європи.

## Фармакологічні властивості
Ребаміпід — синтетичний препарат, що є похідним хінолонів. Препарат належить до групи гастропротекторів, а механізмом дії ребаміпіду є стимуляція вироблення простагландинів у слизовій оболонці шлунку. Збільшення вироблення простагландинів відбувається під впливом підвищення експресії гену ЕР4 у клітинах RGM-1. Ребаміпід також зменшує вироблення прозапальних цитокінів та хемокінів, пригнічує активацію нейтрофілів, зменшує вироблення вільних радикалів, а також має здатність інгібувати кишкову метаплазію клітин слизової оболонки шлунку, наслідком чого є гальмування канцерогенезу в шлунку. Ребапімід також посилює неоангіогенез та покращує мікроциркуляцію в слизовій оболонці шлунку, що також сприяє швидшому рубцюванню виразок. Ребаміпід також знижує ступінь адгезії Helicobacter pylori до епітеліальних клітин шлунку, і його додавання до стандартних схем лікування виразкової хвороби супроводжується скороченням строків заживлення виразок та покращенням епітелізації виразкового дефекту, а також підвищує відсоток успішної ерадикації інфекції. Згідно частини клінічних досліджень, ребаміпід також ефективний при застосуванні у випадку синдрому сухого ока, і він випускається у Японії також у формі очних крапель. Експериментально ребаміпід застосовувався для лікування хвороби Бехчета.

### Фармакокінетика
Ребаміпід відносно швидко при прийомі всередину, біодоступність препарату не досліджена. Максимальна концентрація ребаміпіду в крові досягається протягом 2 годин. Ребаміпід майже повністю (на 90 %) зв'язується з білками плазми крові. Ребаміпід може проходити через плацентарний бар'єр та виділятися у грудне молоко. Метаболізується ребаміпід у печінці в незначній кількості. Виводиться препарат із організму переважно із сечею в незміненому вигляді. Період напіввиведення ребаміпіду становить 1,5 години, цей час не змінюється при нирковій недостатності.

## Показання до застосування
Ребаміпід застосовується при виразковій хворобі шлунку та дванадцятипалої кишки, хронічному гастриті з підвищеною секреторною функцією шлунку, ерозивному гастриті та медикаментозних уражень шлунку та дванадцятипалої кишки, спричинених нестероїдними протизапальними препаратами.

## Побічна дія
При застосуванні ребаміпіду можуть спостерігатися наступні побічні ефекти:
- Алергічні реакції — висипання на шкірі, свербіж шкіри, набряк шкіри, гарячка, кропив'янка, кашель.
- З боку травної системи — діарея, нудота, блювання, здуття живота, порушення смаку, біль у животі, метеоризм, печія, порушення функції печінки, жовтяниця.
- З боку нервової системи — запаморочення, сонливість, загальна слабість, відчуття клубка в горлі, оніміння язика.
- З боку сечостатевої системи — порушення менструального циклу у жінок, набряклість та біль у молочних залозах, гінекомастія, індукція лактації, тахікардія, припливи крові до обличчя.
- Зміни в лабораторних аналізах — лейкопенія, гранулоцитопенія, підвищення активності амінотрансфераз в крові, підвищення рівня сечовини в крові, тромбоцитопенія.

## Протипокази
Протипоказами до застосування ребаміпіду є підвищена чутливість до препарату, злоякісні пухлини травної системи. Ребаміпід не рекомендовано застосовувати при вагітності та годуванні грудьми, а також для лікування дітей.

## Форми випуску
Ребаміпід випускається у вигляді таблеток по 0,1 г; а також у вигляді 2 % очних крапель.